# Arbeitsgericht Grünberg
Das Arbeitsgericht Grünberg war ein Gericht der Arbeitsgerichtsbarkeit mit Sitz in Grünberg in Schlesien.

## Geschichte
Gemäß Arbeitsgerichtsgesetz vom 23. Dezember 1926 wurden in Deutschland Arbeitsgerichte gebildet. Diese waren nur in der ersten Instanz organisatorisch selbstständige Gerichte, die Landesarbeitsgerichte waren den Landgerichten zugeordnet. Am Landgericht Breslau entstand so 1927 das Landesarbeitsgericht Breslau als eines von drei Landesarbeitsgerichten im Bezirk des Oberlandesgerichtes Breslau. In Grünberg entstand das Arbeitsgericht Grünberg. Sein Sprengel umfasste den Bezirk der Amtsgerichte Carolath, Freystadt, Grünberg in Schlesien, Kontopp und Neusalz. Es bestand je eine Kammer für Arbeiter, für Angestellte und für Handwerk.
Nach der Besetzung Deutschlands durch die Alliierten wurden 1945 die Deutschen vertrieben und die Geschichte des Arbeitsgerichts Grünberg endete.